# Patrick J. Adams
Patrick J. Adams (Toronto, 1981. augusztus 27. – ) kanadai színész.
A Briliáns elmék című sorozattal vált híressé, azonban más híres sorozatokban is játszott mellékszerepeket.

## Élete és pályafutása
Szülei válása után, 18 évesen Los Angelesbe költözött, ahol színészi diplomát szerzett. 2016. december 10-én feleségül vette Troian Bellisariót.

## Filmográfia

### Film
| Év   | Magyar cím                         | Eredeti cím                    | Szerep                           | Megjegyzések             |
| ---- | ---------------------------------- | ------------------------------ | -------------------------------- | ------------------------ |
| 2001 |                                    | For the Record                 | Patrick                          | rövidfilm                |
| 2003 | Sulihuligánok                      | Old School                     | Patch                            |                          |
| 2007 | A lankadatlan – A Dewey Cox sztori | Walk Hard: The Dewey Cox Story | kölyök (stáblistán nem szerepel) |                          |
| 2008 |                                    | The Butcher's Daughter         | Ellis McArthur                   | rövidfilm                |
| 2008 |                                    | 3 Days Gone                    | Doug Cross                       | rövidfilm                |
| 2008 | Amit máris tudni akarsz a szexről  | Extreme Movie                  | szinkronhang                     |                          |
| 2009 |                                    | 2:13                           | Carter Pullman                   |                          |
| 2009 | Sylvia bonyolult élete             | Weather Girl                   | Byron                            |                          |
| 2009 |                                    | Rage                           | Dwight Angel                     |                          |
| 2009 |                                    | The Waterhole                  | Miller                           |                          |
| 2011 |                                    | 6 Month Rule                   | Julian                           |                          |
| 2012 |                                    | The Come Up                    | Steve                            | rövidfilm                |
| 2017 |                                    | Car Dogs                       | Mark Chamberlain                 |                          |
| 2017 |                                    | Room for Rent                  | Huey Dorsey                      |                          |
| 2018 |                                    | We Are Here                    | névtelen férfi                   | rövidfilm rendező és író |
| 2018 |                                    | Clara                          | Isaac Bruno                      |                          |
| 2022 |                                    | The Swearing Jar               | Simon                            |                          |
| 2023 |                                    | He Went That Way               | Saul                             |                          |

### Televízió
| Év        | Magyar cím                                | Eredeti cím                       | Szerep               | Megjegyzések                                                     |
| --------- | ----------------------------------------- | --------------------------------- | -------------------- | ---------------------------------------------------------------- |
| 2004      | Jack és Bobby                             | Jack & Bobby                      | Matt Kramer          | 1 epizód                                                         |
| 2004      | Döglött akták                             | Cold Case                         | Dean Lang (1953)     | 1 epizód                                                         |
| 2004      | Mrs. Klinika                              | Strong Medicine                   | Brandon              | 1 epizód                                                         |
| 2005      | Magánügyek                                | Close to Home                     | Paul                 | 1 epizód                                                         |
| 2005      | Levélbe zárt szerelem                     | Christmas in Boston               | Seth                 | - tévéfilm - magyar hangja: - Markovics Tamás - Seszták Szabolcs |
| 2006      |                                           | Orpheus                           | Barry                | tévéfilm                                                         |
| 2006      | Gyilkos számok                            | Numbers                           | Adam Bennett         | 1 epizód                                                         |
| 2006      | Az elnöknő                                | Commander in Chief                | Colin James          | 2 epizód                                                         |
| 2006–2007 | Friday Night Lights – Tiszta szívvel foci | Friday Night Lights               | Connor Hayes         | 2 epizód                                                         |
| 2007      | Nyomtalanul                               | Without a Trace                   | Adam Clark           | 1 epizód                                                         |
| 2007      | Lost – Eltűntek                           | Lost                              | Peter Talbot         | 1 epizód (A tallahasseei férfi)                                  |
| 2007      |                                           | Heartland                         | Henry Gilliam        | 1 epizód                                                         |
| 2008      |                                           | Good Behavior                     | Van / Haden West     | tévéfilm                                                         |
| 2008      | NCIS                                      | NCIS                              | Tommy Doyle          | 1 epizód                                                         |
| 2009      |                                           | The Dealership                    | Jack Carson          | tévéfilm                                                         |
| 2009      | Szellemekkel suttogó                      | Ghost Whisperer                   | Linus Van Horn       | 1 epizód                                                         |
| 2009      | A szerelem nyilasa                        | Cupid                             | Joe Adams            | 1 epizód                                                         |
| 2009      | Hazudj, ha tudsz!                         | Lie to Me                         | Lou Nemeroff         | 1 epizód                                                         |
| 2009      |                                           | Raising the Bar                   | James Parsons        | 1 epizód                                                         |
| 2010      | FlashForward – A jövő emlékei             | FlashForward                      | Ed                   | 1 epizód                                                         |
| 2010      | Hazug csajok társasága                    | Pretty Little Liars               | Hardy                | 1 epizód                                                         |
| 2011–2019 | Briliáns elmék                            | Suits                             | Mike Ross            | főszereplő                                                       |
| 2011–2012 | Befutó                                    | Luck                              | Nathan Israel        | 4 epizód                                                         |
| 2014      |                                           | Rosemary's Baby                   | Guy Woodhouse        | minisorozat (2 epizód)                                           |
| 2014–2015 | Sötét árvák                               | Orphan Black                      | Jesse                | 2 epizód                                                         |
| 2015      |                                           | Talking Marriage with Ryan Bailey | önmaga               | 1 epizód                                                         |
| 2016      | A holnap legendái                         | Legends of Tomorrow               | Rex Tyler / Óraember | - 2 epizód - magyar hangja: - Haumann Máté                       |
| 2019      | A szélhámos                               | Sneaky Pete                       | Stefan Kilbane       | 3. évad                                                          |
| 2020      | A Mercury-program űrhajósai               | The Right Stuff                   | John Glenn           | 1. évad                                                          |
| 2022      | Micsoda csapat                            | A League of Their Own             | Charlie              | 4 epizód                                                         |
| 2023      |                                           | Plan B                            | Philip               | minisorozat (6 epizód)                                           |